# Tetraconcha

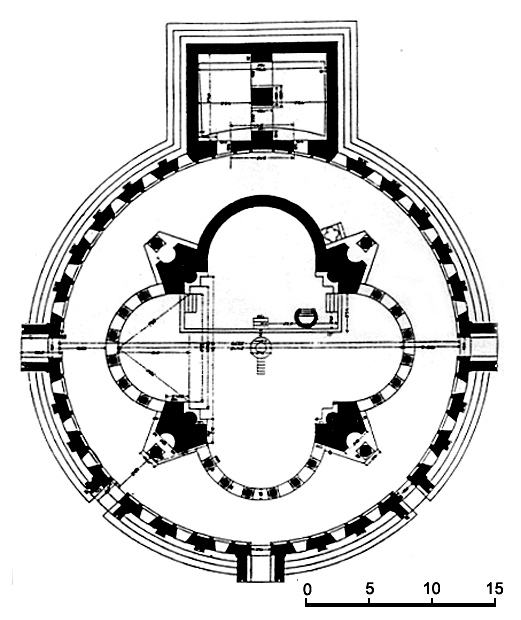
A planta da Catedral de Zvartnots, Armênia, século VII

Uma tetraconcha, do grego "quatro conchas", é uma construção, normalmente uma igreja ou outro edifício religioso, com quatro absides , uma em cada direção, normalmente de tamanho igual. A planta clássica de tal edifício é, portanto, uma cruz inscrita . Este tipo de planta é muito comum na arquitetura bizantina e escolas relacionadas, como a Armênia, algumas áreas da Síria e do Cáucaso uma cruz grega. São mais comuns na arquitetura bizantina e em escolas relacionadas, como a armênia e a georgiana . Acredita-se que tenham sido desenvolvidas nessas áreas ou na Síria, sendo portanto uma questão de controvérsia entre as duas nações do Cáucaso. Além de igrejas, este tipo de planta pode ser encontrado em mausoléus ou batistérios. Normalmente uma cúpula mais alta inscreve-se sobre o espaço central.

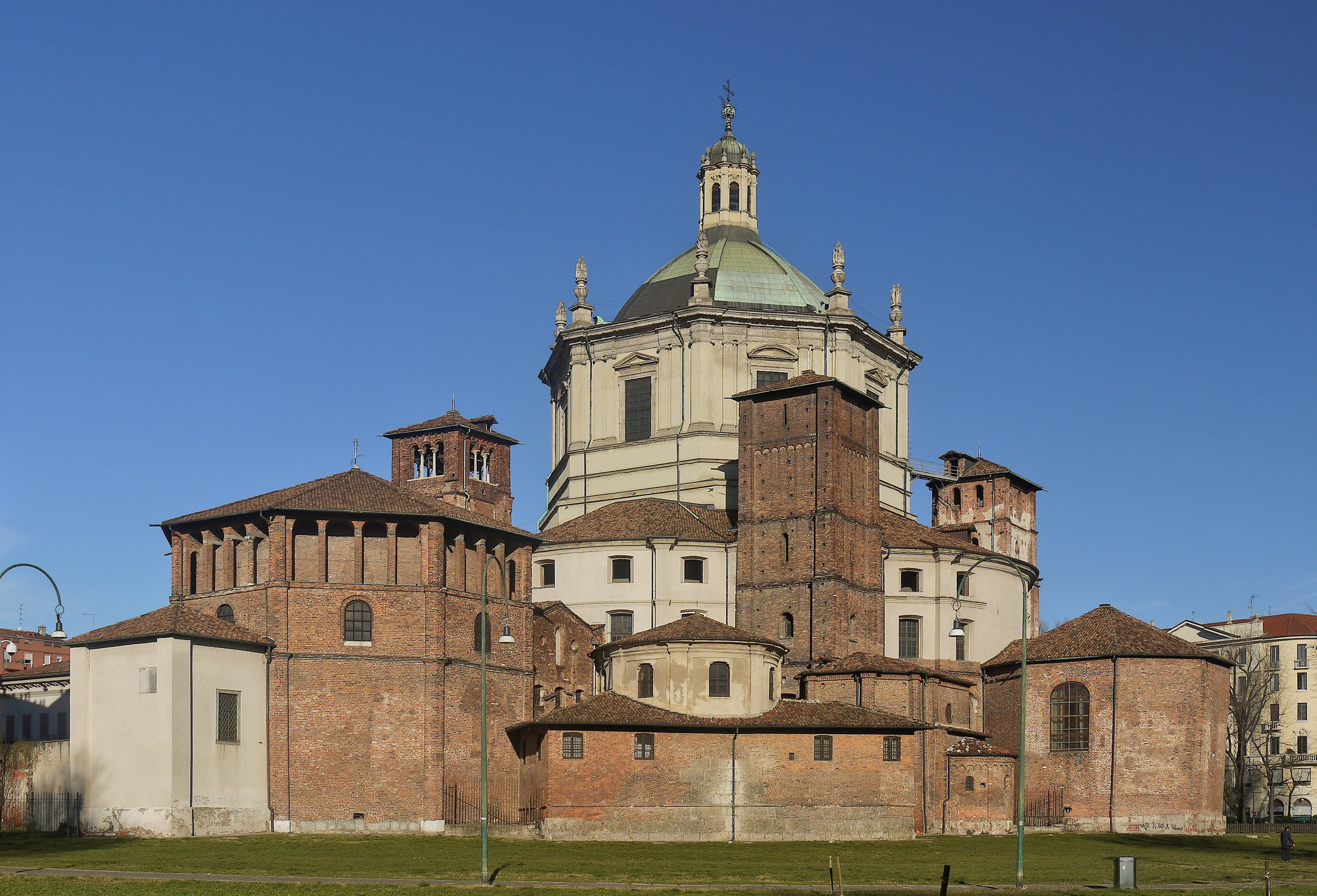
Basílica de San Lorenzo, Milão

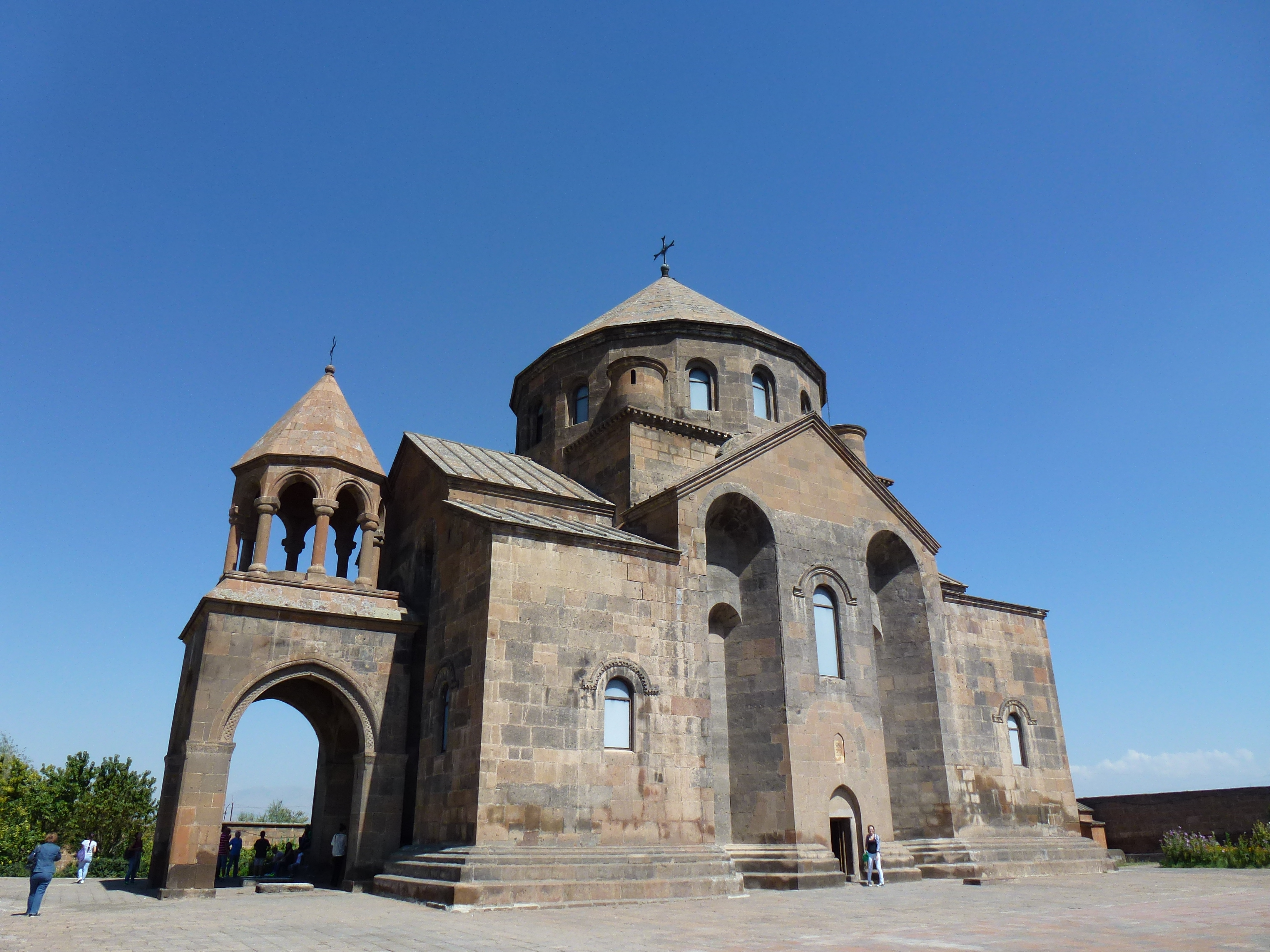
Igreja de Saint Hripsime, uma das primeiras igrejas Tetraconcha do mundo

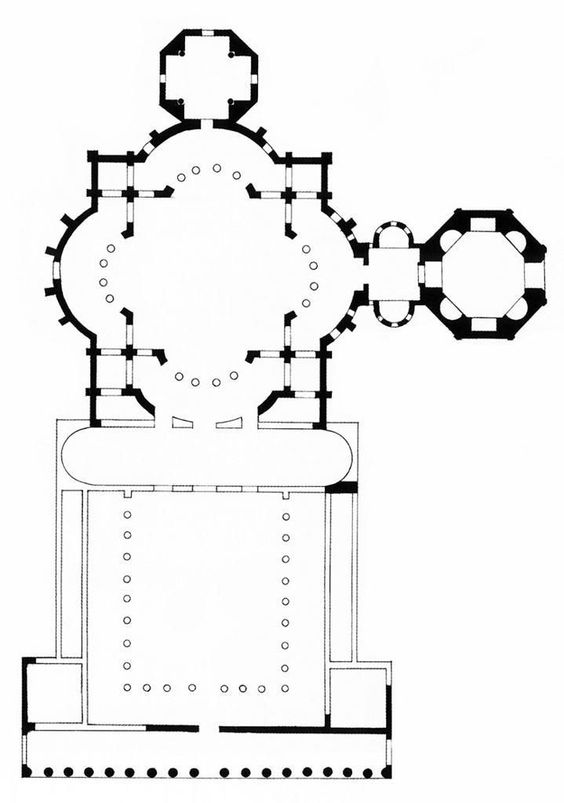
Planta da Basílica de San Lorenzo, Milão, 370
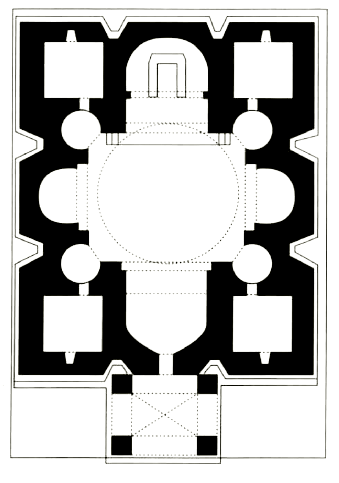
Planta da Igreja de Saint Hripsime, Armênia, século VII
Planta de Bramante para a Basílica de São Pedro, 1503–06
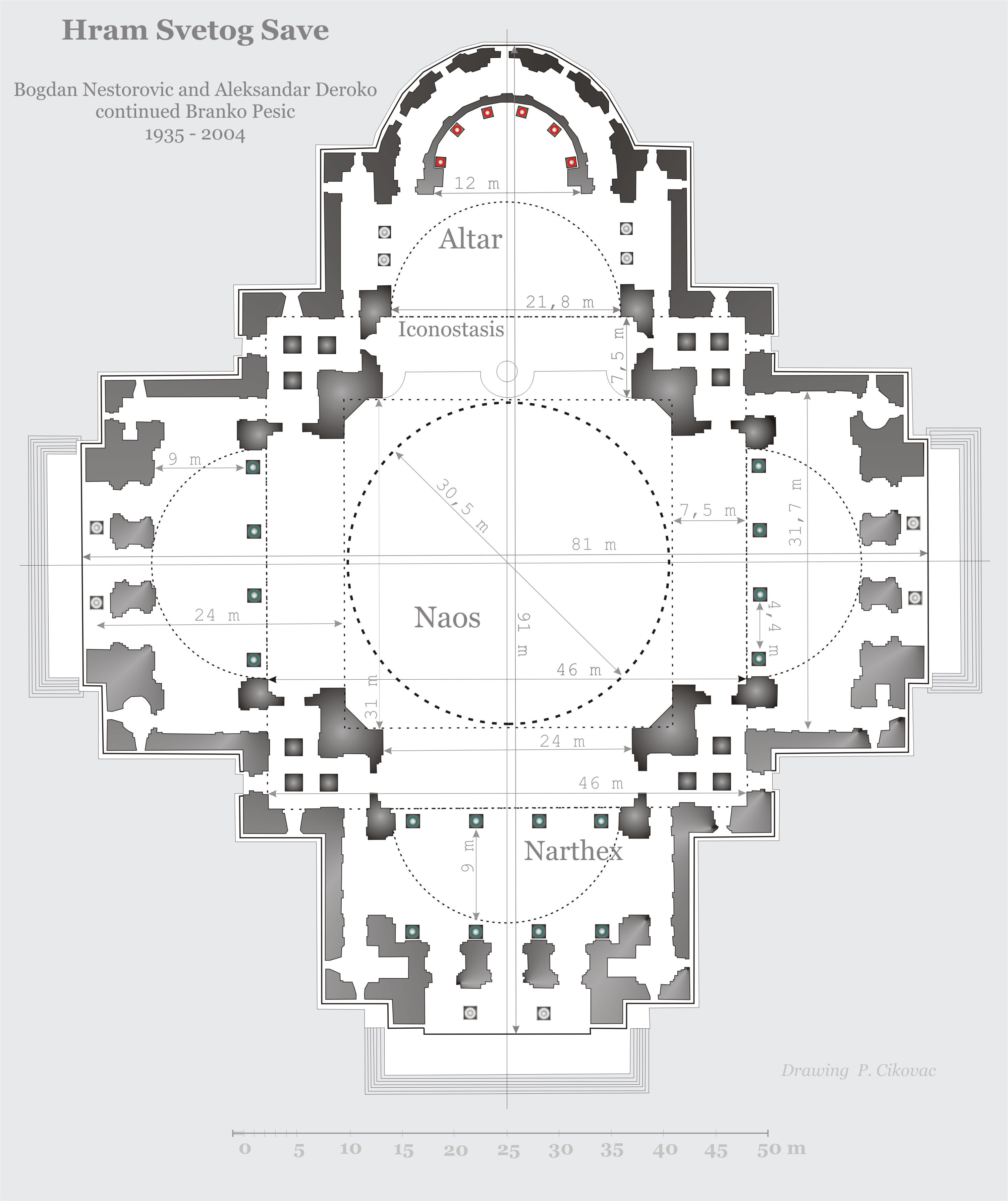
Planta baixa de Saint Sava, Belgrado, 2004

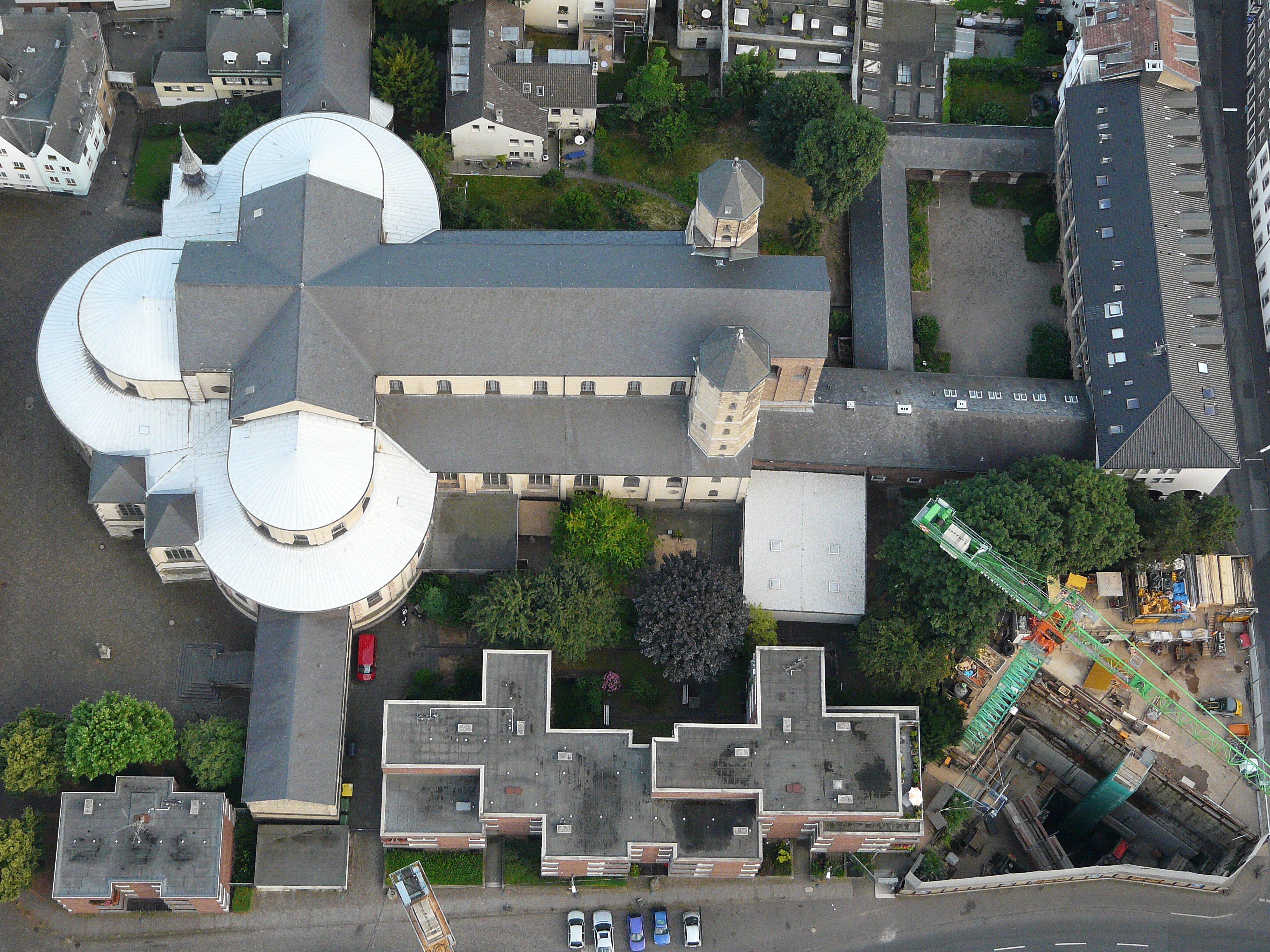
Vista aérea da triconcha Sankt Maria im Kapitol, Colônia

## Links externos
- Modelo gráfico de uma igreja tetraconcha armênia simples do século VII.